# 瓦莫什米科洛
瓦莫什米科洛，是匈牙利佩斯州所辖的一个村。总面积25.29平方公里，总人口1617，人口密度63.9人/平方公里（2011年1月1日）。